# Lee Hammock
Lee Hammock, né le 14 juillet 1985 à Reidsville Caroline du Nord, est un écrivain et un concepteur de jeux américain.

## Biographie
Lee Hammock a co-conçu le jeu de rôle sous licence Farscape pour Alderac Entertainment Group. Il a également conçu le cadre de campagne Dawning Star avec Justin D. Jacobson pour Blue Devil Games. Hammock a travaillé pour DC Comics. Hammock a écrit l'histoire "The Last Voyage of the Infinite Succor" pour The Halo Graphic Novel. Il a décrit le processus d'écriture de l'histoire comme une "tâche difficile", car il devait respecter la connaissance des personnages et du canon pour les fans de Halo, en veillant à ce que "les personnages que les fans connaissent comme une partie d'eux-mêmes soient dépeints de manière appropriée". Hammock a décrit la base de l'histoire comme un moyen de présenter le véritable danger du Flood comme une menace intelligente, plutôt que comme quelque chose que le joueur rencontre et tire. Hammock a également déclaré que l'histoire prouverait la nature intelligente du Déluge, et "espérons-le, euthanasierait l'idée qu'ils ne sont que des zombies de l'espace".
Hammock a co-créé le jeu de rôle NeoExodus: A House Divided pour Louis Porter Jr. Design. Il a également co-conçu le livre Arcane Tech pour le jeu de rôle Fading Suns. Le 5 avril 2010, l'équipe de Fallen Earth a annoncé que Hammock quittait Fallen Earth pour travailler comme scénariste sur un nouveau titre MMO, Gargantuan,.